# Dysauxes pluripuncta
Dysauxes pluripuncta là một loài bướm đêm thuộc phân họ Arctiinae, họ Erebidae.